# Országgyűlési Tudósítások

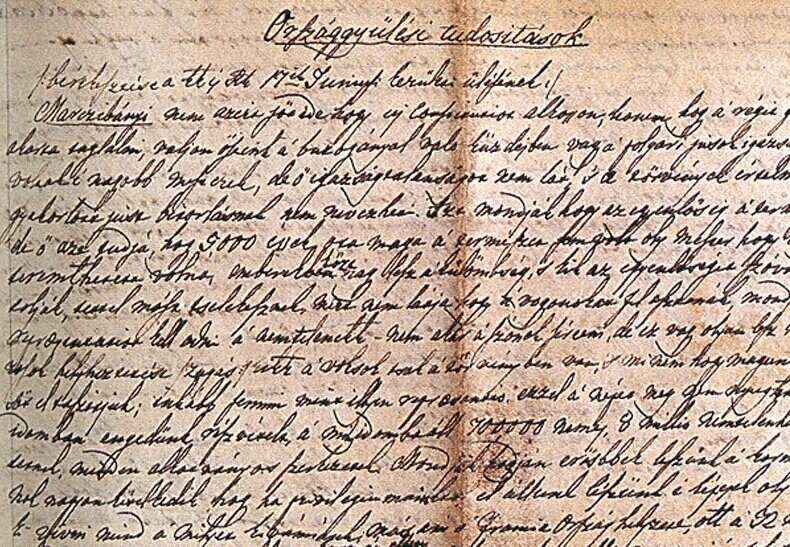
Az Országgyűlési Tudósítások egy lapjának részlete

Az Országgyűlési Tudósítások Kossuth Lajos nevezetes időszaki lapja volt a reformkorban.
Wesselényi Miklós báró ajánlatára Kossuth Lajost bízták meg az országgyűlési tárgyalásoknak sajtó útján való nyilvánosság tételével. Kossuth az 1832. december 16-ai ülésnapon kezdett el jegyzetelni. A lap első száma 1833. február 1-jén jelent meg „tisztább, rendesebb, érdekesebb” formában.
A lap Metternich kancellárnak és I. Ferencnek is a tudomására jutott, ezért 1833. október 7-én gróf Zichy Ferenc főlovászmester királyi rendelet alapján felszólította Kossuthot a kőnyomda átadására. Kossuth rossz anyagi helyzetére hivatkozva 1041 forint 14 krajcárt kért a kősajtóért, de másnap már az egy évre előre tervezett hasznot, 3840 forintot is kért, de csak a kősajtó árát kapta meg.

## Külső hivatkozások
- Kossuth Lajos:  Országgyűlési tudósítások. Kossuth Lajos összes munkái (1-3). Magyar Történelmi Társulat, Budapest, (1948).